# Chuckwallas
Die Chuckwallas (Sauromalus) sind eine Echsengattung aus der Familie der Leguane (Iguanidae). Ihr Verbreitungsgebiet umfasst die südwestlichen USA und Nordmexiko.

## Allgemeines
Chuckwallas erreichen eine Gesamtlänge von 32 bis 45 cm, wovon 18–20 cm auf den Körper entfallen, der Rest ist Schwanzlänge. Ihr Lebensraum sind trockene Regionen, wo sie sich oft auf sonnengewärmten Felsen aufhalten. Sie meiden allerdings offene Sandflächen. Bei Gefahr verkriechen sich die scheuen Tiere sofort unter einem Felsen, wo sie ihren Körper bis zu 60 % aufblähen können; dann ist es nicht möglich, sie aus ihrem Versteck herauszuholen.
Chuckwallas sind vorwiegend Pflanzenfresser; manchmal nehmen sie auch Insekten zu sich. Während der kühlen Monate halten sie Winterruhe. Im Sommer legt das Weibchen rund sechs Eier, aus denen im September der Nachwuchs schlüpft.

## Arten
Die Gattung der Chuckwallas umfasst 5 rezente Arten, da Sauromalus australis und Sauromalus obesus keine eigenständigen Arten sind, sondern als Synonyme von Sauromalus ater gezählt werden.
- Chuckwalla (Sauromalus ater Duméril, 1856, Synonym: Sauromalus obesus, Sauromalus australis)
- Sauromalus hispidus Stejneger, 1891
- Sauromalus klauberi Shaw, 1941
- Sauromalus slevini Van Denburgh, 1922
- Sauromalus varius Dickerson, 1919